# Union (Virginie-Occidentale)
Pour les articles homonymes, voir Union.
La ville d’Union est le siège du comté de Monroe, dans l’État de Virginie-Occidentale, aux États-Unis. Sa population s’élevait à 565 habitants lors du recensement de 2010, estimée à 542 habitants en 2018.

## Histoire
La ville porte ce nom car elle était un lieu de réunion des troupes américaines lors des guerres indiennes.